# 度-直徑問題
度-直徑問題是圖論中一個問題，目的在定下最大直徑k及最大度數d後，找出擁有最多節點的圖。
假設圖以{\displaystyle G=(V,E)}表示，某節點的度數以{\displaystyle \deg(v)}表示，節點之間的最短距離以{\displaystyle d(u,v)}表示，則度-直徑問題是規定了
{\displaystyle d\geq \max _{v\in V}\deg(v)}
{\displaystyle k\geq \max _{u,v\in V}d(u,v)}
求出圖G。G的大小（以節點數衡量）受制於摩爾上限，亦即節點的數目不可能多於
{\displaystyle 1+d\sum _{i=0}^{k-1}(d-1)^{i}}
已知在k > 1和d > 2的情況下，只有佩特森圖和Hoffman-Singleton圖，以及一個k=2、d=57的圖能達到摩爾上限，一般情況下，圖的節點數目遠少於摩爾上限所指定。

## 外部連結
- https://web.archive.org/web/20120217054532/http://maite71.upc.es/grup_de_grafs/table_g.html/